# جير أندرسن
جير أندرسن (بالنرويجية البوكمول: Geir Andersen)‏ هو متزحلق نوردي مزدوج نرويجي، ولد في 12 فبراير 1964 في أوسلو في النرويج.

## وصلات خارجية
- جير أندرسن على موقع الاتحاد الدولي للتزلج (التزلج النوردي المزدوج) (الإنجليزية)
- جير أندرسن على موقع أوليمبيديا (الإنجليزية)